# Jeep Compass (2006)
La prima generazione della Jeep Compass è un'autovettura di segmento C prodotta dalla casa automobilistica statunitense Jeep dal 2006 al 2016, anno in cui è stata presentata la seconda generazione.

## Il concept
La vettura è stata anticipata da un concept, presentato nel 2002 al salone dell'automobile di Detroit. Da questa concept car il modello definitivo riprende molto i tratti distintivi maggiori, soprattutto la caratteristica linea di fiancata, con lo sbalzo netto verso il posteriore. Tuttavia la notevole sportività della linea e delle proporzioni del concept vengono un po' a perdersi nel modello definitivo, che è più sobrio e razionale.

## Prima generazione (dal 2006 al 2011)
La Compass è un SUV urbano dalle dimensioni compatte, la si può considerare come modello di attacco della gamma Jeep. Come la sorella Patriot, la Compass è basata sulla piattaforma JS, appositamente modificata per questo tipo di veicolo e denominata "MK". A differenza della tradizione del marchio, e in adattamento al mercato, la Compass abbandona le doti da fuoristrada a favore di un migliore comportamento dinamico in strada; questa scelta la rende un'automobile veloce (nella versione 2.0 Turbodiesel supera i 190 km/h), qualità accompagnata a una linea moderna e originale, rispetto alla tradizione Jeep.

### La linea
La Compass si segnala per l'originalità stilistica, pur senza abbandonare i tratti stilistici storici del marchio americano, come la calandra a sette feritoie che firma le vetture Jeep da oltre cinquant'anni. Sul frontale spiccano i classici grossi fari rotondi, separati dagli indicatori di direzione, dalla forma più moderna, in contrasto con i gruppi ottici principali, che avvolgono il parafango e seguono inferiormente la linea spigolosa ed elaborata del paraurti.
La fiancata è sportiva, slanciata e dagli sbalzi di superficie netti; i larghi passaruota donano stabilità e solidità alla vettura. La sportività è sottolineata anche dall'assenza delle maniglie degli sportelli posteriori nascoste, come nelle Alfa Romeo 147, 156 e Giulietta, tutte vetture dall'impronta sportiva.
La parte posteriore appare possente e massiccia, con i fanali che allargano alla vista la carreggiata dell'auto, dando maggiore importanza al veicolo, le grandi dimensioni del volume posteriore non sono appesantite da un disegno elaborato, che invece rimane semplice e pulito.

### Gli interni
Gli interni rimandano allo stile avventuriero del marchio, ma evidenziano una finitura povera per la categoria, atta al contenimento dei costi e dei prezzi di listino; sono comunque abbastanza comodi e accoglienti anche per cinque passeggeri. Negli interni della vettura, razionali e pratici, vengono a mancare le note di sportività invece presenti sulla linea esterna del veicolo. La fattura e i materiali migliorano sensibilmente nel restyling 2011.

## Restyling 2011

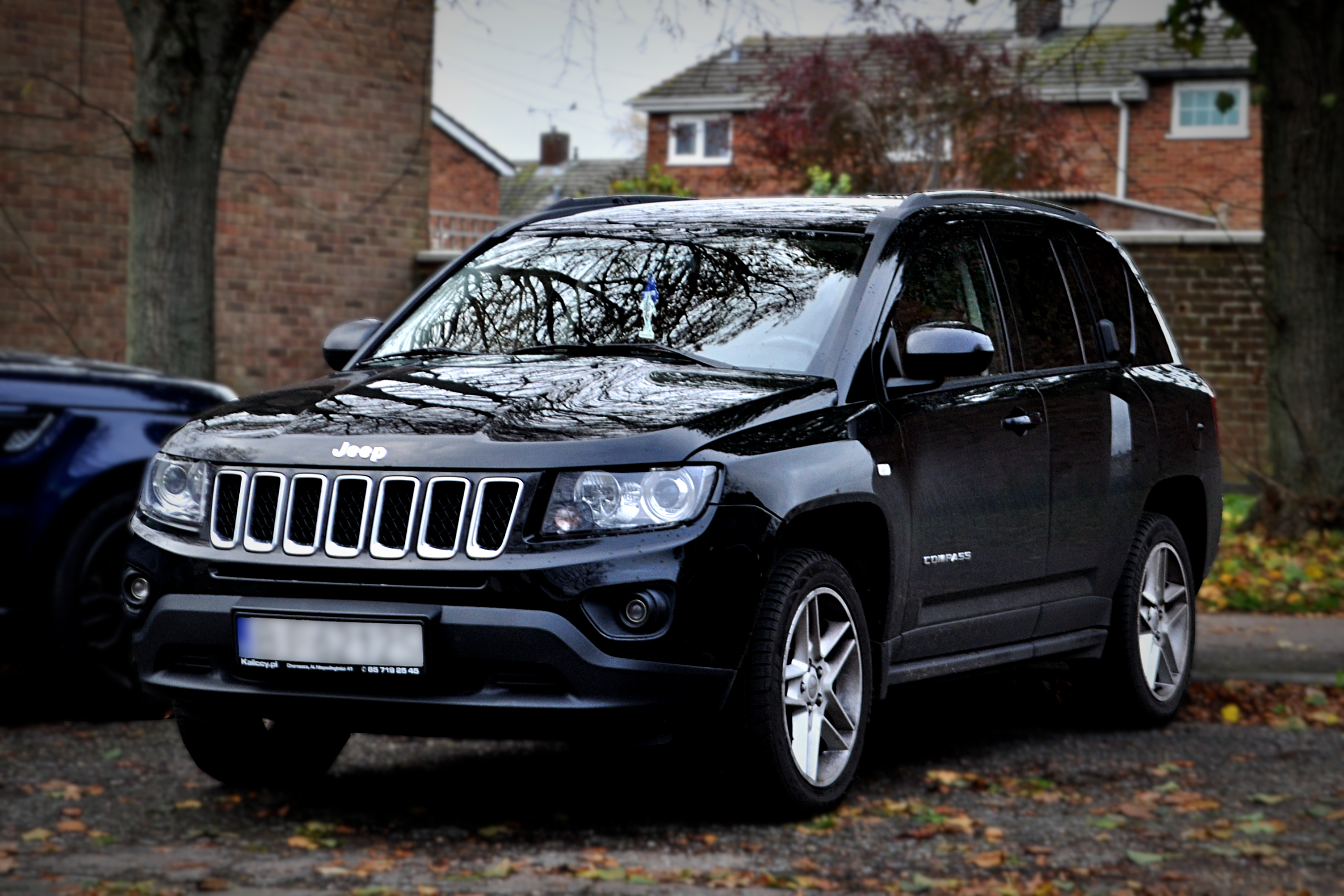
Restyling del 2011

Dopo il passaggio della Jeep nell'orbita aziendale della Fiat, dal mese di marzo del 2010 è presente sul mercato la versione aggiornata (e ridisegnata) della Compass.

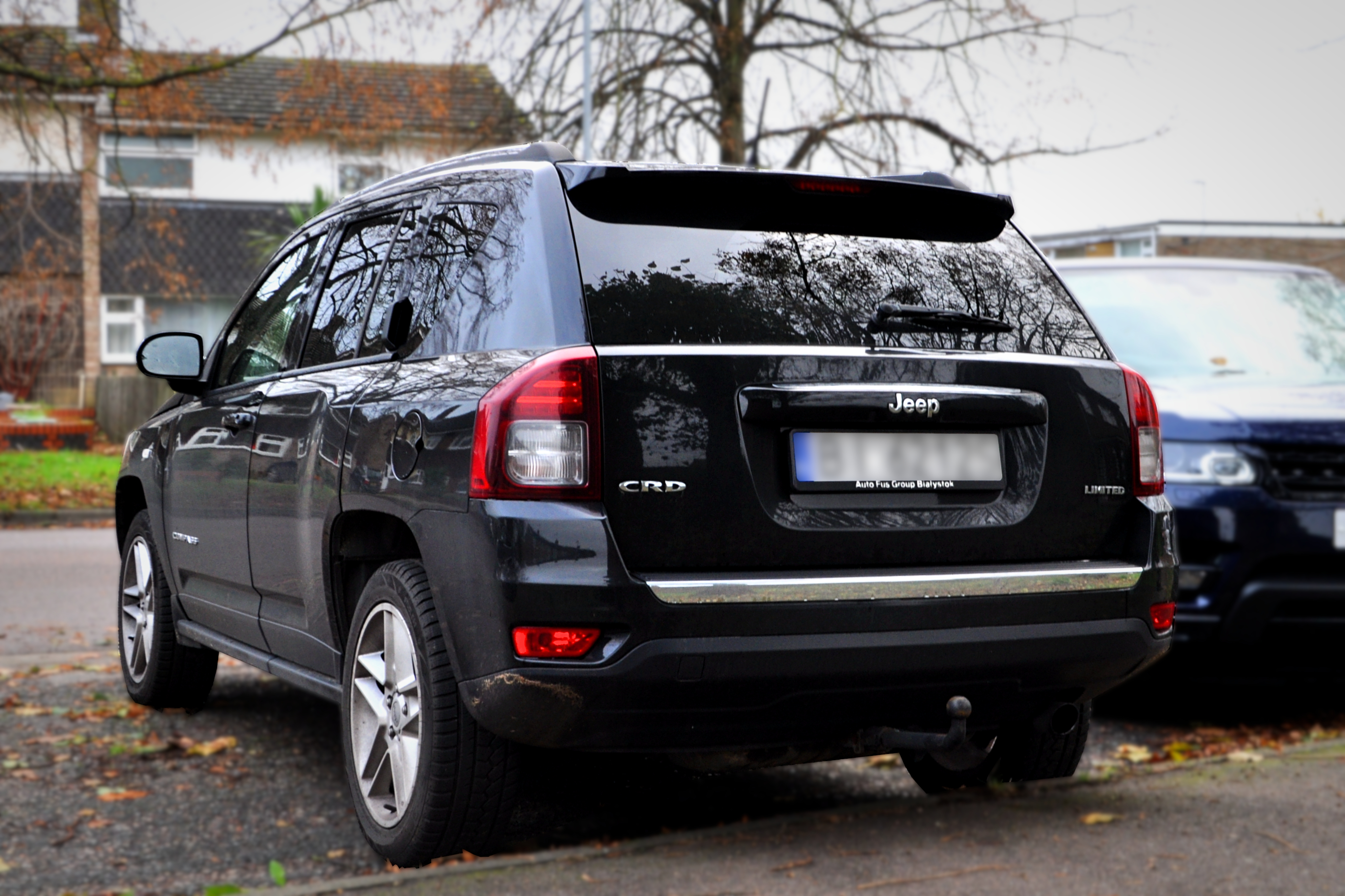
Vista posteriore restyling 2011

Da tale momento viene venduta solamente con le motorizzazioni turbodiesel common rail 2.2 da 136 o 163 CV di origine Mercedes, che vanno a rimpiazzare il 2.0 iniettore-pompa di origine Volkswagen, questo, per rispettare le norme anti inquinamento Euro 5.
Le modifiche estetiche riguardano la carrozzeria, con un frontale influenzato dalla Jeep Grand Cherokee, e gli interni, ora più curati e rifiniti con materiali di qualità superiore.
In occasione del restyling, nel 2012 è stata sottoposta ai crash test dell'Euro NCAP ottenendo il risultato di 2 stelle.

### Motorizzazioni
| Modello     | Disponibilità    | Motore | Cilindrata (cm³) | Potenza         | Coppia Massima (Nm) | Emissioni CO2 (g/km) | 0–100 km/h (secondi) | Velocità max (km/h) | Consumo medio (km/l) |
| 2.2 CRD 2WD | dal 2011 al 2016 | Diesel | 2143             | 100 kW (136 CV) | 320                 | 161                  | 11,5                 | 201                 | 16,4                 |
| 2.2 CRD     | dal 2011 al 2016 | Diesel | 2143             | 120 kW (163 CV) | 320                 | 172                  | 9,8                  | 201                 | 15,2                 |